# Запальна трубка

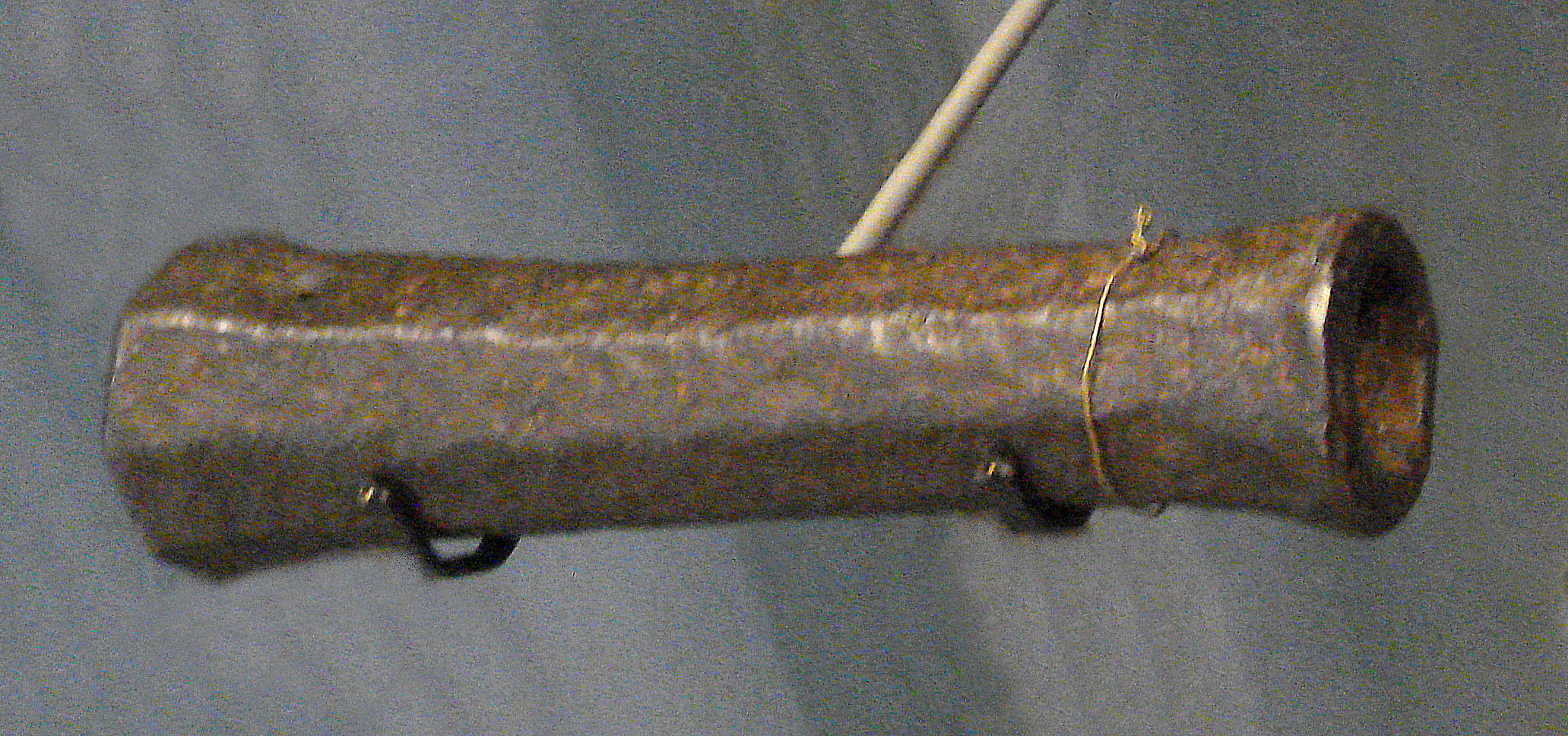
Запальна трубка. Музей армії, Париж

Запальна трубка або скорострільна трубка — пристрій для передання вогню гарматному (рідше рушничному) заряду. Скорострільні запальні трубки використовувалися у XVIII—XIX століттях, вийшли з ужитку з появою артилерійських пострілів з капсульними втулками.

## Застосовування
У дульнозарядній артилерії для передавання вогню пороховому заряду слугував запалювальний отвір. До появи скорострільних трубок гарматники мусили засипати у нього спеціальний «запалювальний» порох. Застосовування запальних трубок замість запалювального пороху уможливило скоротити час заряджання. Запас запальних трубок гарматники носили у спеціальному футлярі — трубочній ладівниці (лядунці, ладунці), яка кріпилась спереду на поясі.

## Різновиди

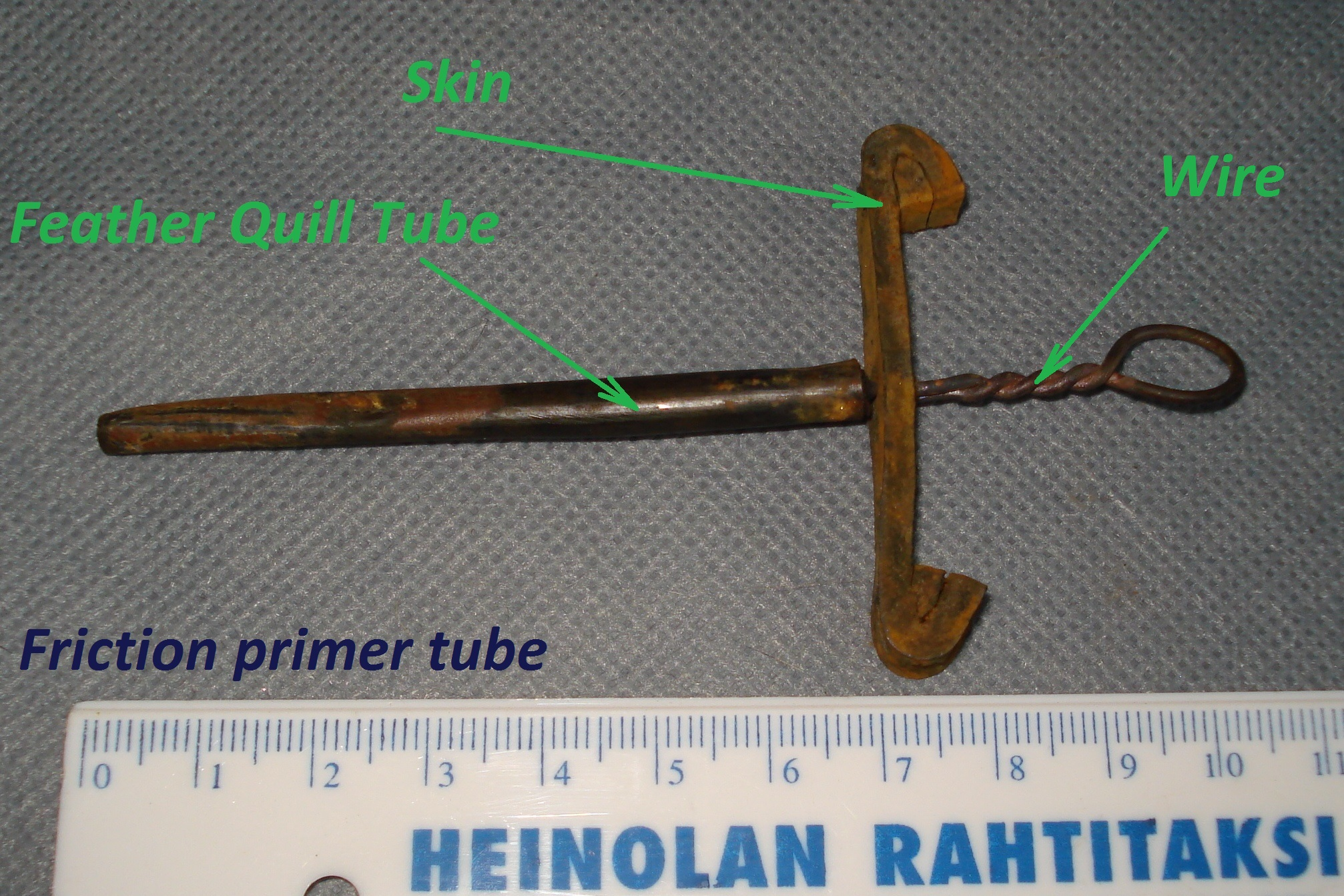
Ранній варіант фрикційної трубки.

- Тростинні трубки — найранніші із запальних трубок, з'явилися у другій половині XVIII ст. Складалися з тростинки з дерев'яною або папковою чашечкою на кінці. Трубки набивалися пороховою м'якоттю (для швидкості горіння м'якоть мала по осі канал), чашечки теж наповнювалися пороховою м'якоттю та заклеювалися згори папером. Для здійснення пострілу, до чашечки трубки, вставленої у запалювальний отвір, прикладалися тліючий ґніт артилерійського запальника або запальна свічка. Окрім тростинних, існували також металеві трубки аналогічної будови. Деякі їх зразки мали усередині бронзову дробинку (кулю), яка після запалення трубки пробивала оболонку зарядного картуза, що усувало необхідність його попереднього проколювання протравником.
- Ударні трубки (перові трубки) — подальше вдосконалення трубок, з'явилися у 50-х роках XIX ст. Трубка (гусяча пір'їна) заповнювалася порохом, а зверху кріпилося кружальце ударної суміші (аналог капсуля стрілецької зброї). Для вчинення пострілу трубку вставляли у запалювальний отвір і смикали за спеціальний шнур ударного механізму. Він приводив у дію ударник з бійчиком, який ударяв по кружальцю-капсулю.
- Фрикційні трубки (терткові трубки, витяжні трубки) — інший варіант розвитку запальних трубок, з'явилися теж у середині XIX ст. Складалися з латунного циліндра, наповненого порохом, з терткою усередині. Для вчинення пострілу смикали за витяжний шнур, гачок якого був зачеплений за вушко тертки.

## Гальванічні запали
Гальванічні (електричні) запали — завершальний етап розвитку запальних трубок. Вони були двох типів: великого і малого опору. Гальванічний запал являв собою чашку з листової міді, з отвором в увігнутому дні, у який вставлено ізолювальний корок з вулканізованої папки (щільного картону). Крізь корок пропущено латунний стрижень. Кінець стрижня, який знаходився усередині чашки, з'єднався з її краями за допомогою платинового містка. Місток обгортували піроксиліном, опорошеним м'якоттю, чашка заповнювалася порохом і закривалася картонним кружальцем. У заглибину ззовні чашки вставлявся мідяний кружок-зірочка, із зубчиками.

## Дистанційні трубки
Різновид запальних трубок — дистанційні або гранатні трубки. Призначалися для підривання розривних снарядів (бомб, гранат) після прольоту ними певної відстані (дистанції). Трубка стандартної довжини могла укорочуватись — залежно від відстані, яку мав пролітити снаряд, перед тим, як розірватися. Перші зразки таких трубок з'явилися у XVI ст. (війна за незалежність Нідерландів). Вони являли собою дерев'яні трубки, заповнені пороховою м'якоттю, і призначалися для передання вогню зарядам чавунних бомб, які вистрілювалися з мортир. Трубка мала злегка конічну форму, спроряджувалася чашечкою з пороховою м'якоттю, аналогічній такій у скорострільної трубки. Таку трубку належало запалювати ґнотом перед забиванням бомби в ствол. Надалі від запалювання трубок перед заряджанням відмовилися: порохові гази, що виникали під час пострілу, «автоматично» запалювали трубку. Бомби уводилися у ствол трубкою вперед, для запобігання їх розколюванню мортирні забивачі мали спеціальний виріз під трубку на циліндрі. Дистанційні трубки уживалися до поширення снарядів з ударними детонаторами.

## Брандтрубка
Брандтрубка (від нім. Brand — «горіння») — запальна трубка, яка використовується в зброї з капсульним замком. Загвинчується в казенну частину, веде в камору ствола. Зверху на неї надівається капсуль (пістон).

## Інше
- Ґнотова трубка — футляр для запалювального ґнота, який уживався гренадерами. Мала вигляд мідяного циліндра, спорядженого корком, кріпилася на перев'язі гренадної суми.
- Хінава-дзюцу — ґнотова запальна трубка, яка уживалася японськими ніндзя для проведення пострілів з ґнотових рушниць (хінава-теппо).